# Potentilla lozanii
Potentilla lozanii är en rosväxtart som beskrevs av Joseph Nelson Rose och Painter. Potentilla lozanii ingår i Fingerörtssläktet som ingår i familjen rosväxter. Inga underarter finns listade i Catalogue of Life.